# Carl Schnitzler
Carl Joseph Heinrich Schnitzler (* 25. Januar 1789 in Düsseldorf; † 25. April 1864 in Köln) war ein Ingenieuroffizier der Preußischen Armee. Er begann seine Laufbahn beim Bau der Festung Koblenz, war aber auch an zivilen Projekten beteiligt.

## Werdegang
Schnitzler entstammte einer Familie von Baumeistern aus Düsseldorf. Sein Vater Anton Schnitzler (* 21. Februar 1756 in Glehn; † 8. Mai 1823 in Düsseldorf) hatte dort in der zweiten Hälfte der 1770er Jahre eine Baufirma gegründet. Seine Mutter war Maria Gertrudis, eine geborene Evertz (1762–1827). Sein jüngerer Bruder war der Düsseldorfer Architekt Anton Schnitzler, der mit dem jüngsten Bruder Georg Schnitzler (* 17. Mai 1798 in Düsseldorf; † 12. Mai 1834 ebenda) das Düsseldorfer Baugeschäft weiterführte. 
1816 kam Schnitzler als Ingenieur-Geograph zum Topographischen Büro in Koblenz. 1817 wurde er als Sekondeleutnant der 3. Ingenieur-Brigade zum Fortifikationsdienst in Koblenz kommandiert. Zwischen 1818 und 1828 hatte Schnitzler die Bauleitung auf der Festung Ehrenbreitstein. Er entwarf dort nachweislich die rückwärtigen Fassaden des Hauptwalles. 1819 zum Premierleutnant und 1824 zum Ingenieur-Kapitän befördert, übernahm er 1837 die Garnisonsbaudirektion im VIII. Armee-Korps in Koblenz. 1844 wurde er Major und Platz-Ingenieur der Festung Köln. Am 27. Juni 1852 zum Oberstleutnant befördert, wurde Schnitzler mit dem Charakter als Oberst am 23. Februar 1856 pensioniert.
Beim Wiederaufbau von Schloss Stolzenfels bei Koblenz, einem bedeutenden Projekt der Burgen- und Rheinromantik, führte Schnitzler die Pläne von Karl Friedrich Schinkel fort und entwarf die 1845 vollendete Schlosskapelle. Außerdem war er am Bau der 1843 vollendeten Klause des Schlosses beteiligt. Der Ausbau der Burg Sooneck am Rhein zur Jagdburg erfolgte von 1842 bis 1861 komplett nach Plänen Schnitzlers. Der preußische König ernannte ihn 1846 unter Beibehaltung seines Postens im Ingenieurkorps zum General-Baudirektor der Königlichen Schlösser von Sanssouci. Schließlich plante er den Wiederaufbau der Basilika in Trier zur evangelischen Kirche, der 1846 bis 1856 erfolgte.

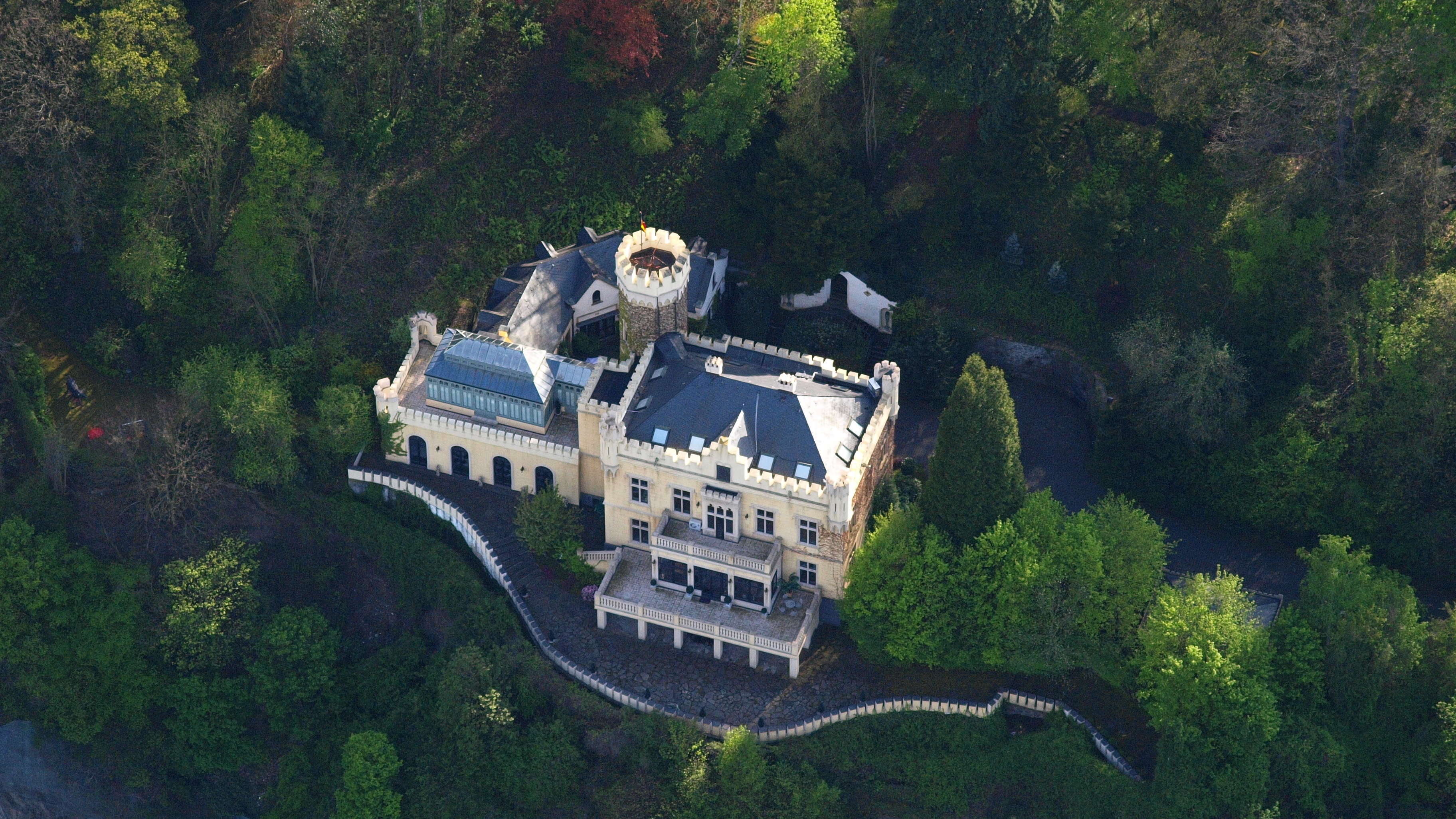
Schloss Marienfels, Luftaufnahme

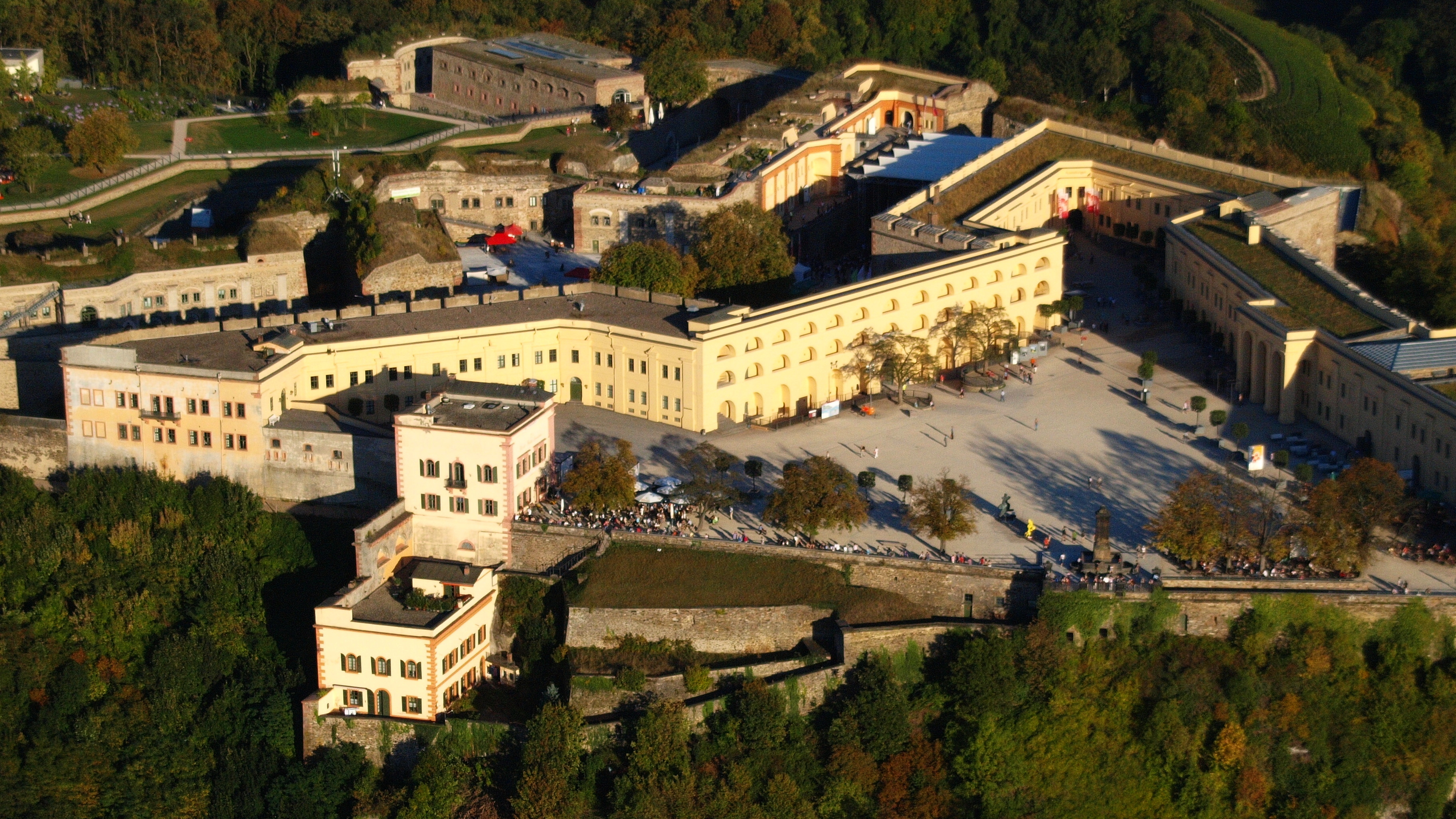
Koblenz, Festung Ehrenbreitstein

Weitere Bauten, die nach Plänen Schnitzlers entstanden, sind der Wiederaufbau des Kurfürstlichen Palais’ in Trier (Baubeginn 1841) und der Malakoffturm in Köln (1852). Die Planung und Bauleitung von Schloss Marienfels in Remagen (1859–1864) war sein letztes Werk.